# Cecil Hornby (cầu thủ bóng đá)
Cecil Hornby (25 tháng 4 năm 1907 – 1964) là một cầu thủ bóng đá người Anh từng thi đấu ở vị trí wing half cho Sunderland.